# Zaak-Lucia de Berk

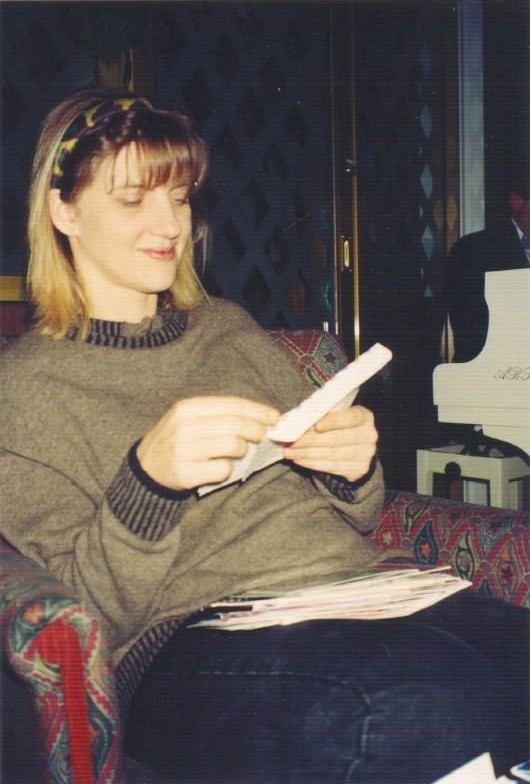
Lucia de Berk

De zaak-Lucia de Berk betreft een geruchtmakende gerechtelijke dwaling in de rechtszaak tegen de kinderverpleegkundige Lucia de Berk (geboren 1961), die beschuldigd werd van meerdere moorden. De Berk werd in maart 2003 door de rechtbank in Den Haag veroordeeld tot levenslange gevangenisstraf, een vonnis dat in hoger beroep en in cassatie werd bevestigd. Op aanwijzing van de Hoge Raad werd de zaak begin 2009 heropend bij het Arnhemse gerechtshof. Ruim een jaar later stelde dit hof vast dat de veroordeling een justitiële dwaling was geweest. Dientengevolge werd de verpleegkundige vrijgesproken. De zaak-De Berk geldt als een schoolvoorbeeld van de gevaren van het gebruik van statistische kansberekening in het strafprocesrecht.

## Verloop van de zaak en twijfels
De Berk werd in eerste instantie verantwoordelijk gehouden voor vijf moorden en twee pogingen tot moord op ziekenhuispatiënten die aan haar zorg waren toevertrouwd. In juni 2004 veroordeelde het gerechtshof in Den Haag haar in hoger beroep voor zeven moorden en drie pogingen tot moord tot levenslang en tbs. Omdat levenslange gevangenisstraf in Nederland echt levenslang is (en dus geen perspectief biedt op terugkeer in de samenleving) en terbeschikkingstelling een maatregel (geen straf) is die juist wel gericht is op terugkeer in de samenleving, oordeelde de Hoge Raad in cassatie dat deze combinatie niet mogelijk is. De zaak werd verwezen naar het gerechtshof Amsterdam. Dit hof moest uitgaan van de eerdere bewezenverklaring en mocht alleen nog over strafbaarheid en strafmaat oordelen. Het legde op 13 juli 2006 een levenslange gevangenisstraf op.
De veroordeling van Lucia de Berk was volgens de verpleeghuisarts Metta de Noo en haar broers, wetenschapstheoreticus Ton Derksen en leraar economie Bram Derksen, een justitiële dwaling. Deze klokkenluiders gingen in december 2005 met hun onderzoeksanalyse naar de media. Een groeiende groep wetenschappers ondersteunde hun onderzoek en betoogde dat de door justitie gehanteerde onderzoeksmethodes niet wetenschappelijk verantwoord waren. Ton Derksen diende in augustus 2006 een verzoek in bij de commissie-Buruma voor toelating tot de Commissie evaluatie afgesloten strafzaken (CEAS). Dit leidde tot hernieuwd justitieel onderzoek. De achtereenvolgende onderzoekscommissies van professor Buruma, CEAS-Grimbergen, advocaat-generaal Knigge en de Hoge Raad concludeerden dat er tijdens de rechtsgang sprake was geweest van ernstige tekortkomingen.
Het hoofdbewijs – de digoxinevergiftiging – bleek inmiddels niet langer houdbaar te zijn. Het desbetreffende kindje is volgens het onderzoek van Knigge en de Hoge Raad op een natuurlijke wijze overleden. Verder sprak uit het onderzoek van de Hoge Raad ernstige twijfel over de bewijsvoering in de andere ten laste gelegde zaken. Deze waren door het Haagse Hof via een zogeheten schakelbewijs aan de digoxine-vergiftigingszaak gekoppeld.
Op 7 oktober 2008 heropende de Hoge Raad de zaak Lucia de Berk. De zaak werd verwezen naar het Gerechtshof Arnhem. Op 17 maart 2010 werd door het Openbaar Ministerie vrijspraak geëist voor alle haar ten laste gelegde levensdelicten en de pogingen daartoe. Op 14 april 2010 sprak het gerechtshof De Berk definitief vrij van moord en poging tot moord. "In alle gevallen kan men spreken van natuurlijk overlijden", aldus de uitspraak.

## De zaak-Lucia de Berk
Naar aanleiding van het overlijden van een baby in het Juliana Kinderziekenhuis (JKZ) in Den Haag werd op 4 september 2001 aangifte gedaan van een mogelijk onnatuurlijke dood. De aanwezigheid van De Berk bij het sterven van het kindje werd als verdacht aangemerkt. Zij zou opvallend vaak in de buurt zijn geweest van sterfgevallen en reanimaties. Er deden in het ziekenhuis vreemde verhalen over haar de ronde.
De directeur van het JKZ, Paul Smits, maakte op 11 september tijdens een persconferentie (o.a. uitgezonden op Radio West) bekend dat een verpleegkundige betrokken was bij meerdere verdachte sterfgevallen en reanimaties. Hij betuigde daarbij nadrukkelijk zijn deelneming aan de nabestaanden en aan het ziekenhuispersoneel. Op 17 september deed het ziekenhuis zelf officieel aangifte (en dus niet de ouders). Het onderzoek van de medische dossiers door het ziekenhuis leidde tot de conclusie dat er in de periode van september 2000 tot september 2001 negen overlijdens en reanimatieincidenten hadden plaatsgevonden, die onverwacht en medisch onverklaarbaar waren. Lucia de Berk was daarbij steeds in de buurt geweest. Ook in de andere ziekenhuizen, waarin De Berk vanaf 1997 als verpleegkundige werkzaam was geweest, werd onderzoek gedaan naar sterfgevallen die mogelijk onverklaarbaar waren. Het Leyenburg Ziekenhuis, het Rode Kruis Ziekenhuis en PEN-ziekenhuis kwamen elk met een lijst met verdachte sterfgevallen tijdens de diensten van De Berk. Het totale onderzoek betrof aanvankelijk dertig sterfgevallen en incidenten. Al vrij snel kwamen de meeste daarvan te vervallen. Voor alle sterfgevallen was ten tijde van het overlijden een verklaring van natuurlijke dood getekend. Van de incidenten was geen melding gedaan.
Op 5 september begonnen de verhoren en het onderzoek. De Berk werd direct de toegang tot het ziekenhuis ontzegd. In de snel daarop volgende ontslagzaak van het ziekenhuis tegen De Berk getuigden veertien verpleegkundigen en artsen dat De Berk een goede en prettige collega was. In het functioneringsgesprek van augustus 2001 werd gesproken van een goed teamlid, kundig en betrokken in haar werk. De rechter oordeelde dat het ziekenhuis 100.000 gulden aan De Berk diende te betalen in het geval dat ze onschuldig bleek te zijn. Op advies van haar advocaat beriep zij zich tijdens alle politieverhoren op haar zwijgrecht.
Het JKZ maakte de voorlopige berekening dat De Berk een kans van 1 op 7 miljard had, zó vaak toevalligerwijze betrokken te zijn geweest bij een sterfgeval en/of incident. Met dit uitgangspunt dat zij niet toevallig aanwezig was geweest bij zo veel onverklaarbare sterfgevallen, werd door de politie het onderzoek gestart. De familie van De Berk heeft later verklaard zich door de politie overvallen te hebben gevoeld. Met name haar moeder en zus stelden dat de politie gebruik heeft gemaakt van de ruzieachtige sfeer in de familie om negatieve verklaringen over De Berk te verkrijgen.
Begin jaren '70, toen het gezin De Berk nog samen in Canada woonde, is het huis van de familie afgebrand. De Canadese politie maakte rapport op en stelde dat de oorzaak kortsluiting was. Lucia de Berk was ten tijde van de brand niet thuis. Door het (Nederlandse) OM werd zij in 2001 opeens als potentieel verdachte van brandstichting beschouwd. Nederlandse rechercheurs reisden af naar Canada om De Berks verleden te onderzoeken. Door een Amerikaanse deskundige op het gebied van "serial killers" (Brantley) werd de brand gezien als passend bij het profiel van De Berk als seriemoordenares.
De politie vond bij een huiszoeking dagboeken en schriften van De Berk. Daarin stond een verhaal dat ging over een moord op een hoerenloper. Deze tekst kreeg in het verdere onderzoek zijn eigen identiteit als de “moordtekst” en werd in het proces als waargebeurd dagboekfragment gebruikt. De Canadese recherche werd naar aanleiding van dit verhaal gevraagd onderzoek te doen. Dat leverde geen enkel spoor op naar een mogelijke verdwijning. "Was het geen fictie?" was de conclusie. De Berk en haar broer vertelden graag Stephen King te lezen. De broer beschreef zijn zuster als een boekenwurm. Samen hadden ze weleens geprobeerd iets in die stijl te schrijven. Aan de rapporten van de Canadese Recherche is weinig aandacht geschonken.
De politie arresteerde De Berk op 13 december 2001, terwijl ze aan het sterfbed van haar opa zat. Ze had een hechte band met haar grootouders. Zij verpleegde haar opa al langere tijd. Toen de politie bij het afluisteren van De Berks telefoon iets over het geven van een medicijn had gehoord, besloot men om haar onmiddellijk te arresteren. Haar verzuchting: "Waarom mag ik dit niet afmaken?", werd door de rechercheurs uitgelegd als een verklaring dat zij haar opa ook had willen vermoorden. De familie heeft de arrestatie met veel politie als traumatisch ervaren.

### Rechtbank: levenslang
Op 24 maart 2003 werd De Berk door de rechtbank in Den Haag veroordeeld tot levenslange gevangenisstraf voor de moord op vier patiënten en pogingen tot moord op drie patiënten. Bij de uitspraak werd een waarschijnlijkheidsberekening gebruikt, die leek uit te wijzen dat er een kans van 1 op 342 miljoen bestaat dat een verpleegkundige bij zoveel van de overlijdensgevallen dan wel reanimatie-incidenten betrokken is. De Berk werd echter alleen veroordeeld voor gevallen waarbij ander bewijs aanwezig zou zijn of waarin geen medische oorzaak het incident kon verklaren (preciezer: geen expert gevonden kon worden die dat wilde verklaren).

### Hoger beroep: levenslang en tbs
In hoger beroep op 18 juni 2004 werd De Berk schuldig verklaard aan zeven moorden en drie pogingen tot moord in drie Haagse ziekenhuizen: het Juliana Kinderziekenhuis, het Rode Kruis Ziekenhuis en het Leyenburg Ziekenhuis, waar zij eerder werkte. In twee gevallen achtte het hof bewezen dat De Berk de patiënten had vergiftigd. Met betrekking tot de andere gevallen oordeelden de rechters van het hof dat ze alleen konden worden verklaard door een door De Berk veroorzaakt misdrijf. Zij kreeg in hoger beroep niet alleen levenslang opgelegd, maar ook tbs met dwangverpleging, hetgeen een ongebruikelijke combinatie was. Het Gerechtshof achtte de straf echter noodzakelijk gezien de mogelijkheid van een toekomstige gratieverlening.

#### Het bewijs
Het gerechtshof motiveerde zijn beslissing uitgebreid. Tijdens de behandeling van het hoger beroep werden vele deskundigen gehoord, ook deskundigen die waren aangedragen door de verdediging. De uiteindelijke veroordeling was met name gebaseerd op de deskundige verklaring van professor F.A. de Wolff dat het eerste slachtoffer was overleden als gevolg van een niet-therapeutische toediening van digoxine. De Wolff was als deskundige gehoord op verzoek van de verdediging.  
Door deze verklaring stond voor het Hof vast dat ten minste het overlijden van dit slachtoffer het gevolg was van een misdrijf. Dat was de belangrijkste schakel voor de andere negen zaken. De tweede schakel vond het Hof in het dagboek van De Berk.

### Cassatie en verwijzing
Tegen de uitspraak van het gerechtshof ging De Berk in cassatie. De Hoge Raad besliste op 14 maart 2006 dat de combinatie van levenslange gevangenisstraf en tbs niet mogelijk was. Alle andere klachten, waaronder die over de bewijsvoering, werden verworpen. Enkele dagen na deze uitspraak werd De Berk getroffen door een herseninfarct en opgenomen in het ziekenhuis van de Scheveningse gevangenis.
Op 13 juli 2006 werd De Berk door het Gerechtshof Amsterdam opnieuw tot levenslang veroordeeld, zonder tbs.

### CEAS: herziening
Filosoof en hoogleraar Ton Derksen diende een verzoek in om de zaak voor nader onderzoek aan te bieden bij de commissie-Posthumus II. Deze commissie onderzoekt afgesloten rechtszaken om te kijken of er geen sprake is van gerechtelijke dwalingen. De aanleiding hiervoor was dat de medisch deskundigen die tijdens de rechtszaak een natuurlijke oorzaak bij de bewezen gevallen uitsloten, niet over alle relevante informatie hebben beschikt, zoals het rapport dat twee jaar bij het NFI heeft gelegen. Dit verzoek werd toegekend op 19 oktober 2006 door de Toegangscommissie van de Commissie evaluatie afgesloten strafzaken (CEAS, Posthumus II). De commissie-Posthumus II zou vooral gaan kijken naar twee kwesties:
- Of in de tijd dat Lucia de B. bij de verschillende ziekenhuizen werkte er meer onverklaarbare sterfgevallen waren waar Lucia de B. niet bij aanwezig was en of de rechters daarvan op de hoogte zijn gebracht.
- Of de getuige-deskundigen op de hoogte waren van alle details[12] omtrent de doodsoorzaken van de verschillende slachtoffers.

De CEAS bracht op 29 oktober 2007 aan het Openbaar Ministerie het advies uit om een herzieningsverzoek bij de Hoge Raad in te dienen. Ze adviseerde de rechtszaak tegen Lucia de Berk te herzien wegens door justitie onjuist geïnterpreteerde en op onvoldoende gegevens gebaseerde deskundigenverklaringen, wegens onjuiste toxicologische conclusies, alsmede wegens de constatering dat Lucia de B. te snel als verdachte was aangemerkt en er te weinig rekening was gehouden met alternatieve scenario's.
De commissie vond dat in het proces te weinig aandacht was besteed aan verschillende opvattingen van deskundigen over de vergiftiging van een zeven maanden oude baby. Met name de conclusie van een van de deskundigen, Freek de Wolff, die stelde dat de baby door digoxinevergiftiging om het leven was gekomen, kon in de ogen van de commissie geen stand houden. In de twee jaar voordat De Berk werkzaam was in het ziekenhuis, overleden minstens zoveel patiënten als toen zij er werkte. De CEAS vond het onjuist dat de politie niet heeft gekeken of daar ook verdachte gevallen bij zaten. Dat had mogelijk tot een andere conclusie geleid.

## Twijfels
Over de veroordeling van De Berk bestond bij sommigen twijfel. Wetenschapsfilosoof Ton Derksen schreef samen met zijn zus, arts Metta de Noo-Derksen, een boek over de zaak: Lucia de B. Reconstructie van een gerechtelijke dwaling. De twijfels over de veroordeling van de verpleegkundige hadden met name betrekking op het door het hof gebruikte schakelbewijs en het medische en statistische bewijs.

### Schakelbewijs
Van de zeven ten laste gelegde moorden waren er twee waarvan door het Hof bewezen werd geacht dat De Berk de patiënten had vergiftigd. De rechtbank paste vervolgens een zogenaamd schakelbewijs toe. Als er twee moorden bewezen waren, dan was ook bewezen dat de andere vijf verdachte sterfgevallen door De Berk moesten zijn veroorzaakt.
Deze redenatie was omstreden, want ook bij de twee door de rechtbank bewezen geachte moorden werd door sommige deskundigen een natuurlijke doodsoorzaak niet uitgesloten. Strijdpunt hierbij was of de aangetroffen gifstoffen niet door het lichaam zelf gemaakt konden worden en of de gebruikte meetmethodes wel juist waren toegepast. In het geval waarbij sprake zou zijn geweest van digoxinevergiftiging, gaf de meting volgens de gouden standaard twee jaar later aan dat de gevonden dosis digoxine heel goed het lichaamseigen DLIS (digoxine-like immunoreactive substances) kon zijn. De meting was toen uitgevoerd met een HPLC-MS-methode die de twee verschillende stoffen, digoxine en DLIS, wel kon onderscheiden. Hierover handelde het NFI-rapport. In het andere geval zou er sprake kunnen zijn van een overdosis door een verkeerd recept, in welk geval er sprake zou zijn van een medische fout. Maar bij beide kinderen was de vraag hoe en wanneer De Berk de overdosis had kunnen geven. Een van de twee kinderen was op het in eerder onderzoek bepaalde moment dat de overdosis toegediend had moeten worden, losgekoppeld van de monitor voor een consult door twee artsen. Dit bleek uit de tijdtabel van de monitor. Dit betekende dat het kind op het moment van de vermeende vergiftiging een consult had van twee artsen.
Volgens de eerste aanklacht van het OM zou De Berk verantwoordelijk zijn geweest voor dertien sterfgevallen. Bij nader onderzoek bleek echter dat haar betrokkenheid bij een aantal van deze gevallen niet bewezen kon worden. Zij had bijvoorbeeld geen dienst op de dag dat de patiënten overleden. Verder was het opvallend dat er voor alle sterfgevallen in eerste instantie door de arts een natuurlijke doodsoorzaak was opgegeven.
Pas na het laatste sterfgeval en in een aantal gevallen zelfs jaren later, werden deze gevallen als medisch onverklaarbaar gekwalificeerd. Deze gang van zaken is onder medici omstreden.

### NFI-rapport
Tijdens de rechtszaak van 13 juli 2006 presenteerde het Openbaar Ministerie (OM) een rapport van een laboratorium uit Straatsburg, dat pas na de behandeling van het hoger beroep werd afgerond en dat vervolgens twee jaar bij het Nederlands Forensisch Instituut (NFI) had gelegen. Volgens het OM bevatte het rapport geen nieuwe feiten, maar volgens de verdediging bleek eruit dat bij een van de twee bewezen gevallen geen sprake was van vergiftiging. Het rapport handelde over de concentratie digoxine die in Straatsburg als nihil werd vastgesteld met behulp van de HPLC-MS-methode. Deze methode onderscheidt digoxine van het lichaamseigen DLIS. De eerder door het NFI gebruikte analysemethode kon dit niet. De uitkomst van deze eerder gebruikte methode is een optelling van de concentratie DLIS, die van nature in het lichaam aanwezig is én de concentratie van het medicament digoxine. Met de eerdere methode was in feite de hoeveelheid DLIS en niet de hoeveelheid digoxine bepaald. Maar, omdat het gerechtshof op 13 juli alleen een uitspraak mocht doen over de strafmaat en niet over de gebruikte bewijzen in de vorige processen, speelde het rapport amper een rol tijdens deze zaak. Het hof loste dit op onwetenschappelijk verantwoorde wijze op door het gemiddelde te nemen van de twee metingen volgens de HPLC-MS-methode en de uitkomst van de ongeschikt gebleken eerdere analysemethode. Omdat dit een concentratie opleverde die nog steeds dodelijk was, kon het hof het verweer van de verdediging terzijde schuiven.      
Amitava Dasgupta, hoogleraar pathologie aan de universiteit van Houston (VS) en een expert op het gebied van digoxine, verklaarde dat een digoxinevergiftiging niet de doodsoorzaak van de baby geweest kon zijn.
De redenen die hij daarvoor noemde, waren:
1. de lage hoeveelheid digoxine in lever en nieren;
2. het snelle overlijden van de baby;
3. de ontspannen toestand van het hart.

De Groningse hoogleraar Klinische en Forensische Toxicologie Donald Uges werd gehoord door het Hof. Hij stelde dat De Berk binnenkort vrijgesproken zou worden en dat het Hof genoeg wist over de zogenaamde digoxinevergiftiging.

### Statistisch bewijs
Hard bewijs tegen De Berk was er niet; zij was niet op heterdaad betrapt en had altijd ontkend schuldig te zijn. Bij haar veroordeling had de rechtbank onder andere gebruikgemaakt van statistische berekeningen. In de NOVA-uitzending van 4 november 2003 zei hoogleraar strafrecht Theo de Roos: "In de Lucia de B.-zaak is het statistisch bewijs ontzettend belangrijk geweest. Ik zie niet hoe men zonder dat bewijs tot een veroordeling zou zijn gekomen." In deze uitzending kwam ook de rechtspsycholoog Elffers aan het woord, die hier stelde dat de kans dat een verpleegkundige, werkzaam op de drie ziekenhuisafdelingen, bij toeval bij zoveel van de onverklaarbare overlijdensgevallen en reanimaties op elk van de drie afdelingen aanwezig was, één op 342 miljoen zou zijn. De relevantie van dit getal was zeer omstreden. De econometrist Aart de Vos was de eerste die de conclusie van Elffers aanvocht in een uitgebreid artikel in de wetenschapsbijlage van NRC Handelsblad van 13 maart 2004 en die met bayesiaanse statistische argumenten tot een geheel andere conclusie kwam. Men leek er bij voorbaat van uit te gaan dat er door een verpleegkundige moorden waren gepleegd; men wilde alleen nog nagaan door welke. Er werd ook van uitgegaan dat in het geval dat alle verpleegkundigen wel onschuldig zouden zijn, diensten willekeurig verdeeld werden over de verpleegkundigen. De vermenigvuldiging van kansen over drie afdelingen was fout: om p-waardes (overschrijdingskansen) voor drie afdelingen te combineren diende men een correctie aan te brengen voor het aantal gecombineerde p-waardes, waardoor de kans één op de miljoen werd ("Fisher's method for combination of independent p-values").
In het hoger beroep zei het gerechtshof statistiek niet meer gebruikt te hebben. Het Hof bleef echter gebruikmaken van statistische gegevens en argumentatie: het werd evident geacht dat zoveel incidenten tijdens Lucia's diensten geen toeval kon zijn en een aantal mogelijke alternatieve verklaringen die de rechtspsycholoog Elffers had genoemd, werden een voor een expliciet afgevoerd. Derksen had de commissie-Buruma (Posthumus II, ook wel de commissie-Grimbergen genoemd) gemeld, dat te veel van de verdachte incidenten aan De Berk werden toegeschreven en te weinig aan andere verpleegkundigen. De beoordelingen (of een incident verdacht was of niet) van de aanklager waren namelijk systematisch  ongunstig uitgevallen voor De Berk. Met aldus aangepaste cijfers steeg de kans dat een verpleegkundige te maken krijgt met minstens evenveel incidenten als De Berk tot ruwweg een op vijftig. De statistici Richard Gill en Piet Groeneboom kwamen echter op een nog grotere kans van een op negen.
Groeneboom vestigde de aandacht op het gebrek aan professionaliteit van de personen die de bijzonder sterke uitspraken van statistische aard hebben gedaan aan het begin van de zaak (zoals de kans van een op 342 miljoen van de rechtspsycholoog Henk Elffers) en het feit dat noch de rechtbank of het hof, noch de commissie-Grimbergen (Posthumus II) hoogleraren in de mathematische statistiek geraadpleegd hadden. Pas toen deze commissie al een jaar bezig was en herhaaldelijk was aangeschreven door de hoogleraar statistiek Richard Gill, was de commissie bereid een kort onderhoud met hem te hebben. Het gebruik van statistiek in het arrest werd door Groeneboom geanalyseerd in postings op zijn blog.
Philip Dawid, hoogleraar statistiek aan de universiteit van Cambridge, uitte eveneens kritiek op het onderzoek in een uitzending van NOVA, waarin ook werd gesproken met de toxicoloog Dasgupta. Naar zijn mening was het onderzoek niet professioneel uitgevoerd, waren de verkeerde gegevens gebruikt en waren er gegevens verkeerd geïnterpreteerd. Dawid merkte in dit gesprek ook op dat het op zijn minst merkwaardig was dat na de komst van De Berk het aantal sterfgevallen juist licht daalde, namelijk van 7 naar 6 per jaar. Indien er inderdaad een seriemoordenaar in het ziekenhuis werkte, zou men wellicht eerder een toename van het aantal sterfgevallen verwachten. Ook nam het aantal sterftegevallen niet af, nadat De Berk werd vastgezet.
Op initiatief van Gill werd een petitie voor De Berk geopend. Op 2 november 2007 werd een tussenstand aangeboden aan minister van Justitie Hirsch Ballin en staatssecretaris van Justitie Nebahat Albayrak. Ruim 1300 mensen, onder wie veel hoogleraren in diverse vakgebieden in binnen- en buitenland, hadden de petitie inmiddels ondertekend.
In Nederland tekenden vrijwel alle hoogleraren statistiek en kansrekening de petitie.
De Nederlandse Nobelprijswinnaar natuurkunde Gerard 't Hooft merkte bij zijn ondertekening (nummer 824) op: "Dat het gerechtshof pretendeert geen statistische argumenten te hebben gebruikt wordt door de verwoordingen van het vonnis weerlegd. Men laat de getallen, ofwel de wetenschappelijke onderbouwing, achterwege, maar legt wel een a priori verband tussen de diverse sterfgevallen waar Lucia de Berk aanwezig zou zijn geweest. Als men echt de rol van het toeval achterwege had willen laten, had men de 7 gevallen alle afzonderlijk in beschouwing moeten nemen en zich steeds moeten afvragen of er werkelijk sprake is geweest van moord dan wel dood door schuld of nalatigheid. De conclusie dat er van moord of poging tot moord sprake is, kan alleen maar berusten op het argument van de coïncidentie en dat argument had men niet mogen gebruiken. De teksten in het dagboek hadden als aanwijzing kunnen gelden, maar niet als onomstotelijk bewijs. Ik concludeer dat de bewijsvoering hier ondeugdelijk is geweest. Daar medisch personeel nu eenmaal beroepshalve veel betrokken is bij sterfgevallen dient het gerecht daarbij nog meer dan in andere gevallen terughoudend te zijn in aanklachten van dood door schuld, laat staan moord."

### Dagboek
Wat voor het Hof ook een rol in de veroordeling van De Berk speelde, waren haar dagboeken. Zo schreef zij op de dag van het overlijden van een van haar patiënten, een bejaarde dame die in een terminaal stadium van kanker was, dat zij had toegegeven aan haar compulsie.
Ook was in de dagboeken te lezen dat ze 'een heel groot geheim' had, en schreef ze over 'mijn dwangmatige neigingen'. Volgens De Berk ging het hierbij om haar passie voor het leggen van tarotkaarten, ze zag dit als een alternatieve maar niet respectabele manier van hulpverlenen. Het Hof echter interpreteerde het 'geheim' en de 'dwangmatige neigingen' als haar dwang om te moorden. Er zijn geen getuigen die De Berk tarotkaarten hebben zien leggen voor patiënten. De Berk verklaarde zelf dat ze dit in het geheim deed, omdat ze het niet vond passen in de klinische setting van een ziekenhuis. Volgens het Hof rijmde het leggen van kaarten als 'dwangmatige handeling' ook niet met 'misschien een uiting van vermoeidheid', zoals ze het tegelijkertijd beschreef. Haar dochter Fabiënne verklaarde in een interview in het televisieprogramma Pauw & Witteman dat sommige aantekeningen in de dagboeken 'pure fictie' zijn, die haar moeder mogelijk wilde gebruiken in een te schrijven thriller, in de sfeer van  Stephen King. Later is dit dagboek ook een belangrijke rol gaan spelen in de verfilming. 

## Strafonderbreking
Op 2 april 2008 verleende de staatssecretaris van Justitie Lucia de Berk strafonderbreking voor een periode van drie maanden. In de brief die de minister en staatssecretaris hieromtrent aan de voorzitter van de Tweede Kamer stuurden, refereerden zij aan de conclusie van de procureur-generaal bij de Hoge Raad "dat [het] onderzoek [naar aanleiding van het rapport van de Commissie Evaluatie Afgesloten Strafzaken (CEAS) van 19 oktober 2007] ernstige twijfel oproept over de juistheid van de veroordeling van mevrouw De Berk in deze zaak."
Op 17 juni 2008 droeg advocaat-generaal Geert Knigge de zaak-De Berk voor bij de Hoge Raad voor heropening op alle strafbare feiten gepleegd in de levensdelicten. Zijn uitgangspunt hierbij was dat het gehanteerde schakelbewijs op basis van de eerste zaak geen stand kon houden. Deze conclusie was onder meer gebaseerd op een rapport van prof. Meulenbelt van het RIVM. Dit is de zaak waarin het digoxinebewijs de zaak sluitend moest maken. In zijn rapportage gaf Meulenbelt aan dat deze zaak een schoolvoorbeeld was van tunnelvisie, en dat er met betrekking tot het compulsie/tarot-argument (zoals genoemd in haar dagboek) een soort cirkelredenatie was gecreëerd. Stijn Franken en Ton Visser, de advocaten van De Berk, verzochten om verlenging van de strafonderbreking, die zou aflopen op 1 juli 2008.
Op 24 juni 2008 schortte de Hoge Raad de straf op totdat hij uitspraak zou hebben gedaan over de herziening, die was aangevraagd op basis van art. 457 2º van het wetboek van strafvordering, dat het zogenaamde novum [nieuw feit, zie feit en strafbaar feit] beschrijft. Zo'n novum was nodig om een zaak te kunnen heropenen. Artikel 470 van hetzelfde wetboek bood de Hoge Raad de mogelijkheid, hangende de herziening, de straf op te schorten.
Op 7 oktober 2008 bepaalde de Hoge Raad der Nederlanden dat de zaak tegen Lucia de Berk heropend moest worden. Er was volgens de Raad twijfel aan het bewijs op grond waarvan zij was veroordeeld.

## Herziening en vrijspraak
Begin 2009 werd de zaak heropend bij het hof in Arnhem, wegens de nieuwe feiten geconstateerd door de Hoge Raad. Het Openbaar Ministerie (OM) vroeg het hof om een omvangrijk nieuw onderzoek op forensische leest, maar het hof is hierin niet meegegaan. De verdediging vroeg om onmiddellijke vrijspraak wegens de onhoudbaarheid van het bestaande arrest. Het hof besloot toxicoloog Jan Meulenbelt te verzoeken het onderzoek naar de medische situatie van baby Amber voort te zetten en ook een dergelijk onderzoek te leiden naar de gevallen van twee andere kinderen (Achmed en Achraf - twee incidenten). Bij deze drie incidenten in het Juliana Kinderziekenhuis was de meest medische onderbouwing geleverd voor strafbare feiten; het waren ook de laatste gevallen. Andere nieuwe en onafhankelijke medische experts (prof. Tytgat, prof. Aderjan), beoordeelden de bevindingen van Meulenbelts team.
Op 17 december 2009 werd in Arnhem een regiezitting gehouden, waarin vorm en inhoud van de volgende zitting, 17 maart 2010, werd besproken, in het licht van de inmiddels beschikbare rapporten van Meulenbelt, Tytgat en Aderjan. Het hof, OM en de verdediging hadden afgesproken dat een korte zitting, waarin Meulenbelt zou verschijnen om zijn bevindingen aan het hof mondeling toe te lichten, voldoende zou zijn. Tijdens de zitting van 17 maart eiste het Openbaar Ministerie vrijspraak.
Op 14 april 2010 volgde de formele uitspraak (het voorlezen van een opgeschreven en onmiddellijk te publiceren arrest). Vrijspraak werd uitgesproken inzake de levensdelicten waarvoor De Berk was aangeklaagd (de moorden en moordpogingen) en waartoe het hof zich moest beperken. Ook oordeelde het hof dat het onwaarschijnlijk is dat de overlijdensgevallen waarop de eerdere veroordelingen waren gebaseerd, een onnatuurlijke doodsoorzaak hadden. De rapporten bevestigden de bevindingen van CEAS, en van Ton Derksen en Metta de Noo, en brachten een fors aantal fouten aan het licht in diagnostiek en behandeling op JKZ, die wel relevant voor de zaak waren.
Omdat De Berk nooit voor het medisch tuchtcollege is geroepen, is er ook geen aantekening gemaakt in haar BIG-registratie.

## Schadevergoeding
Op 12 november 2010 werd bekend dat Lucia de Berk en het Openbaar Ministerie het eens waren geworden over een geheime schadevergoeding, vanwege 6,5 jaar onterechte detentie. Al eerder, op 16 april 2010, heeft haar ex-werkgever, het Haga-ziekenhuis, een schadevergoeding van 45.000 euro betaald. Toenmalig minister van Justitie Hirsch Ballin schreef haar een excuusbrief, waarin hij de gang van zaken ijzingwekkend noemde.

## Verfilming
Regisseur Paula van der Oest heeft het boek Lucia de Berk verfilmd. De filmopnames begonnen in juni 2013. Lucia de B. draaide vanaf april 2014 in de Nederlandse bioscopen. De rol van De Berk wordt gespeeld door Ariane Schluter. Metta de Noo heeft later aangegeven teleurgesteld te zijn in de film, aangezien de film niet in zijn geheel gebaseerd is op de werkelijkheid. Op 11 december 2015 werd de film uitgezonden op de Nederlandse televisie (NPO1). In de aftiteling staat: "Geen enkele medewerker van ziekenhuis of justitie is voor de zaak berispt."
In 2014 was de film de Nederlandse inzending voor de Oscar. In 2016 won de film op het Milaan International Film Festival de prijzen voor de beste regie, beste hoofdrolspeelster en beste montage.